# Władysław Żmuda
Władysław Antoni Żmuda (ur. 6 czerwca 1954 w Lublinie) – polski piłkarz, który grał na pozycji obrońcy, reprezentant kraju, trener.
Reprezentował barwy Motoru Lublin, Gwardii Warszawa, Śląska Wrocław, Widzewa Łódź, Hellas Werona, Cosmosu Nowy Jork oraz US Cremonese. Trzykrotny mistrz Polski (raz ze Śląskiem Wrocław, dwa razy z Widzewem Łódź). Członek Klubu Wybitnego Reprezentanta. Z reprezentacją Polski czterokrotnie uczestniczył w mistrzostwach świata (1974 – 3. miejsce, 1978, 1982 – 3. miejsce, 1986), podczas których rozegrał 21 meczów, co jest rekordem w historii występów reprezentacji Polski na mistrzostwach świata oraz na igrzyskach olimpijskich 1976 w Montrealu – srebrny medal.
Jako trener najczęściej pracował z juniorskimi reprezentacjami Polski, a także był asystentem w seniorskiej reprezentacji Polski za kadencji Jerzego Engela i Pawła Janasa.

## Wczesne życie
Władysław Żmuda urodził się w Lublinie. Ojciec był rzemieślnikiem, który zajmował się szyciem czapek, a matka zajmowała się domem. Miał trójkę starszego rodzeństwa: dwóch braci i siostrę.

## Kariera piłkarska
Władysław Żmuda najpierw uczęszczał do Szkoły Podstawowej nr 22 w dzielnicy Bronowice, a potem przeniósł się do Szkoły Podstawowej nr 11, gdzie grał w szkolnej reprezentacji. Tam został zauważony przez ówczesnego zawodnika Motoru Lublin – Stanisława Świerka, który na zlecenie prezesa klubu szukał w szkołach młodych talentów i zaprosił Żmudę na trening trampkarzy zespołu, w którym w 1966 roku rozpoczął karierę piłkarską, a 1970 roku przeszedł do drużyny seniorów. W pierwszym zespole zadebiutował pod wodzą Stanisława Świerka. Zadebiutował w spotkaniu przeciwko Garbarni Kraków. Wszedł w końcówce meczu zmieniając Olka Pokin-Sochę. W 1971 roku zdobył z klubem mistrzostwo Polski juniorów. Po odejściu trenera Świerka przestał występować w pierwszej drużynie. W 1970 został zawodnikiem Stali Mielec. W klubie występował do 1972. W październiku 1972 został zawodnikiem Gwardii Warszawa. Z drużyną awansował do Pucharu UEFA.  W październiku 1973 wystąpił w meczu przeciwko drużynie Ferencvárosi TC. Podczas meczu po raz pierwszy w karierze został ukarany  dwoma żółtymi kartkami. Z powodu dyskwalifikacji nie wystąpił w przegranym 1:3 meczu z Feyenordem Rotterdam. W kolejnym sezonie doszedł z drużyną do finału Pucharu Polski i zajął 9. miejsce w lidze.
Następnie w latach 1972–1974 reprezentował barwy Gwardii Warszawa, w barwach którego w sezonie 1972/1973 zadebiutował w ekstraklasie oraz zajął z klubem 3. miejsce, a w sezonie 1973/1974 dotarł do finału Pucharu Polski.
Następnie reprezentował barwy Śląska Wrocław, z którym zdobył mistrzostwo (1977), wicemistrzostwo Polski (1978) oraz zajął w sezonie 1974/1975 zajął 3. miejsce w ekstraklasie, a także zdobył Puchar Polski (1976) oraz dotarł do ćwierćfinału Pucharu Zdobywców Pucharów (1977). Z klubu odszedł po sezonie 1978/1979, w barwach którego rozegrał 97 meczów ligowych.
Po odejściu ze Śląska Wrocław Władysław Żmuda przez pół roku pozostawał bez klubu, aż na początku 1980 roku został zawodnikiem Widzewa Łódź, który ze Żmudą w składzie zdominował krajowe rozgrywki ligowe. Najpierw w sezonie 1979/1980 zdobył z klubem wicemistrzostwo Polski a w latach 1981–1982 dwukrotnie mistrzostwo Polski oraz w edycji 1981/1982 wygrał grupę 2 Pucharu Intertoto. Z klubu odszedł po sezonie 1981/1982. Dla Widzewa rozegrał 68 meczów ligowych, w których strzelił 2 bramki.
Po mistrzostwach świata 1982 w Hiszpanii Władysław Żmuda został zawodnikiem włoskiego klubu ligi Serie A – Hellasa Werona, w którym w latach 1982–1984 rozegrał zaledwie 7 meczów ligowych, jednak dotarł z klubem dwukrotnie do finału Pucharu Włoch (1983, 1984). Po nieudanym pobycie w Hellas Werona Żmuda wyjechał do Stanów Zjednoczonych występować w klubie ligi NASL – Cosmos Nowy Jork, w którym po rozegraniu 4 meczów ligowych wrócił do ligi Serie A, tym razem zostając zawodnikiem US Cremonese, w którym po sezonie 1986/1987 oraz rozegraniu 43 meczów ligowych i strzeleniu 1 bramki w wieku 33 lat zakończył piłkarską karierę.
W 2019 roku wyróżniony zaliczeniem do jedenastki stulecia PZPN (na pozycji środkowego obrońcy).

## Kariera reprezentacyjna
W 1971 roku otrzymał od selekcjonera Andrzeja Strejlaua powołanie do reprezentacji Polski U-18. W dwóch pierwszych spotkaniach był rezerwowym. Wystąpił w trzecim meczu przeciwko reprezentacji Anglii. Rok później w Hiszpanii na mistrzostwach Europy U-18 pod wodzą selekcjonera Mariana Szczechowicza zdobył brązowy medal.
W seniorskiej reprezentacji Polski w latach 1973–1986 rozegrał 91 meczów, w których strzelił 2 gole. Debiut zaliczył za kadencji selekcjonera Kazimierza Górskiego 21 października 1973 roku na Dalymount Park w Dublinie w przegranym 1:0 meczu towarzyskim z reprezentacją Irlandii.

### Mundial 1974
Władysław Żmuda w 1974 roku znalazł się w składzie reprezentacji Polski prowadzonej przez Kazimierza Górskiego na mistrzostwa świata 1974 w RFN jako najmłodszy zawodnik w ekipie.  Pierwszy mecz mistrzostw świata rozegrał przeciwko Reprezentacji Argentyny (3:2). Wystąpił również w wygranym 7:0 meczu z reprezentacją Haiti  kolejnym meczu z Włochami wygranym 2:1. Zagrał także w meczach 2 rundy ze Szwecją (0-1) i Jugosławią (2-1). zajęła na tym turnieju 3. miejsce, a Żmuda był podstawowym zawodnikiem drużyny prowadzonej przez Kazimierza Górskiego i rozegrał wszystkie 7 meczów oraz został wybranym Najlepszym Młodym Piłkarzem turnieju.

### Montreal 1976
Władysław Żmuda w 1976 roku został powołany do reprezentacji Polski prowadzonej przez Kazimierza Górskiego na turniej olimpijski 1976 w Montrealu, na których również był podstawowym zawodnikiem. W finale reprezentacja Polski przegrała 3:1 z reprezentacją NRD i ostatecznie zdobyła srebrny medal, co uznano w kraju za porażkę, a trener Kazimierz Górski podał się do dymisji.

### Mundial 1978
Władysław Żmuda w 1978 roku został powołany przez selekcjonera reprezentacji Polski – Jacka Gmocha na mistrzostwa świata 1978 w Argentynie, na których reprezentacja Polski zakończyła zmagania w drugiej rundzie po porażkach z reprezentacją Argentyny (2:0) i reprezentacją Brazylii (3:1) oraz zwycięstwie z reprezentacją Peru (0:1).

### Mundial 1982
Władysław Żmuda w 1982 roku wraz z reprezentacją Polski prowadzoną przez selekcjonera Antoniego Piechniczka pojechał na swoje trzecie mistrzostwa świata, które odbywały się w Hiszpanii. Reprezentacja Polski zajęła na tym turnieju 3. miejsce, a Żmuda był podstawowym zawodnikiem drużyny prowadzonej przez Antoniego Piechniczka i rozegrał wszystkie 7 meczów.

### Mundial 1986
Władysław Żmuda w 1986 roku po raz czwarty wziął udział na mistrzostwach świata, które odbywały się w Meksyku. Na tym turnieju w drużynie prowadzonej przez selekcjonera Antoniego Piechniczka rozegrał tylko 1 mecz – w 1/8 finału z reprezentacją Brazylii na Estadio Jalisco w Guadalajarze zastąpił w 84. minucie meczu Jana Urbana. Mecz zakończył się porażką Biało-Czerwonych 4:0, którzy odpadli z turnieju, a Żmuda po tym meczu ogłosił zakończenie reprezentacyjnej kariery.

## Kariera trenerska
Władysław Żmuda ukończył Akademię Wychowania Fizycznego we Wrocławiu i Międzynarodową Szkołę Trenerską we Włoszech. Z wykształcenia jest nauczycielem wf i trenerem pierwszej klasy piłki nożnej. Po zakończeniu kariery piłkarskiej zajmował się w latach 1987–1989 trenowaniem młodzieży we Włoszech. Następnie w latach 1989–1990 prowadził turecki klub ligi Süper Lig – Altay SK, z którym w sezonie 1989/1990 zajął 16. miejsce i spadł do niższej ligi.
Następnie w latach 1997–1999 był asystentem selekcjonerów: najpierw Edwarda Lorensa, potem Pawła Janasa w reprezentacji Polski U-21, z którym współpracował również w kadrze olimpijskiej, która nie zdołała się zakwalifikować na turniej olimpijski w Sydney.
W latach 2000–2002 był asystentem selekcjonera Jerzego Engela w seniorskiej reprezentacji Polski, także na mistrzostwach świata 2002 w Korei Południowej i Japonii. Po tym turnieju został selekcjonerem reprezentacji Polski U-20, a w 2003 roku był asystentem Pawła Janasa w seniorskiej reprezentacji Polski.
W następnych latach Władysław Żmuda prowadził: reprezentację Polski U-21 (2004–2005), reprezentację Polski U-17 (2009–2010), reprezentację Polski U-19 (2010–2011) oraz w 2012 roku reprezentację Polski U-20.

## Klub Wybitnego Reprezentanta
7 stycznia 2009 roku, po objęciu przez Grzegorza Latę stanowiska prezesa PZPN-u, Władysław Żmuda zastąpił go na stanowisku przewodniczącego Klubu Wybitnego Reprezentanta. 31 października 2012 roku Żmudę na tym stanowisku zastąpił Dariusz Dziekanowski.

## Statystyki

### Reprezentacyjne
| Reprezentacja narodowa | Rok     | Występy | Gole |
| ---------------------- | ------- | ------- | ---- |
| Polska                 |         |         |      |
| 1973                   | 1       | 0       |      |
| 1974                   | 9       | 0       |      |
| 1975                   | 10      | 0       |      |
| 1976                   | 9       | 0       |      |
| 1977                   | 11      | 0       |      |
| 1978                   | 12      | 1       |      |
| 1979                   | 4       | 0       |      |
| 1980                   | 9       | 0       |      |
| 1981                   | 7       | 0       |      |
| 1982                   | 7       | 0       |      |
| 1983                   | 0       | 0       |      |
| 1984                   | 7       | 0       |      |
| 1985                   | 4       | 1       |      |
| 1986                   | 1       | 0       |      |
| Łącznie                | Łącznie | 91      | 2    |

### Gole w reprezentacji
| Lp. | Data       | Miejsce                      | Przeciwnik | Gol | Wynik | Rozgrywki       |
| --- | ---------- | ---------------------------- | ---------- | --- | ----- | --------------- |
| 1.  | 05.04.1978 | Stadion im. 22 lipca, Poznań | Grecja     | 3–0 | 5–2   | Mecz towarzyski |
| 2.  | 17.04.1985 | Stadion Miejski, Opole       | Finlandia  | 1–1 | 2–1   | Mecz towarzyski |

## Sukcesy

### Motor Lublin
- Mistrzostwo Polski juniorów: 1971

### Gwardia Warszawa
- 3. miejsce w ekstraklasie: 1973
- Finał Pucharu Polski: 1974

### Śląsk Wrocław
- Mistrzostwo Polski: 1977
- Wicemistrzostwo Polski: 1978
- 3. miejsce w ekstraklasie: 1975
- Puchar Polski: 1976
- Ćwierćfinał Pucharu Zdobywców Pucharów: 1977

### Widzew Łódź
- Mistrzostwo Polski: 1981, 1982
- Wicemistrzostwo Polski: 1980
- Puchar Intertoto: 1982

### Hellas Werona
- Finał Pucharu Włoch: 1983, 1984

### Reprezentacyjne
- 3.miejsce mistrzostwa świata: 1974, 1982
- Wicemistrzostwo olimpijskie: 1976

### Indywidualne
- Najlepszy młody piłkarz mistrzostw świata: 1974

### Odznaczenia
- Krzyż Kawalerski Orderu Odrodzenia Polski – 1982
- Medal za Wybitne Osiągnięcia Sportowe – 1982
- W 2024 roku został Honorowym Obywatelem Lublina[18]